# Plante vivace
 (février 2019).
Si vous disposez d'ouvrages ou d'articles de référence ou si vous connaissez des sites web de qualité traitant du thème abordé ici, merci de compléter l'article en donnant les références utiles à sa vérifiabilité et en les liant à la section « Notes et références ».

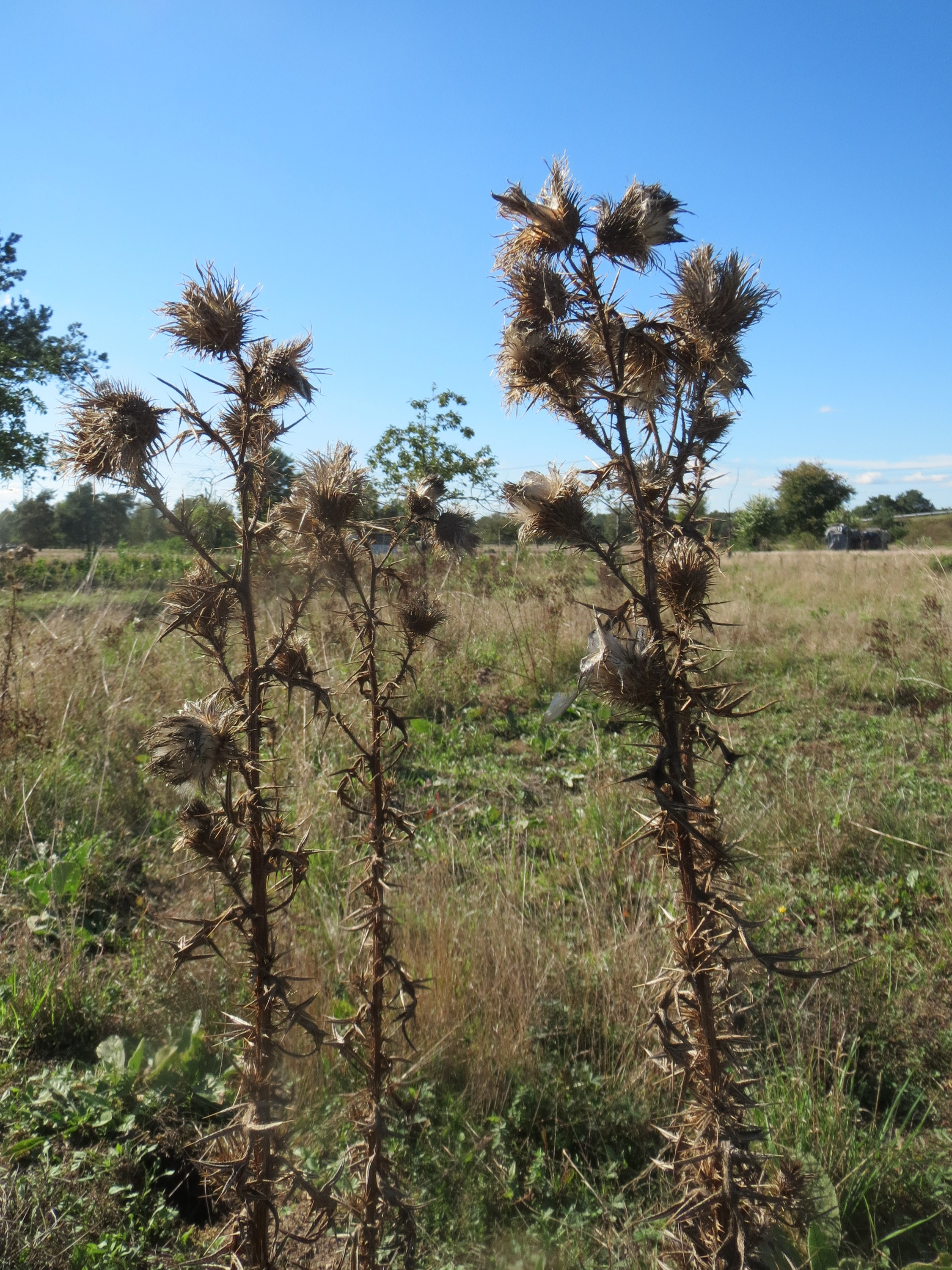
Certaines plantes vivaces comme ce Cirse se caractérisent par la pérennité de leurs organes végétatifs même l'hiver où apparaît la tige feuillée séchée de l'année précédente.

Une plante vivace, ou plante pérenne, est une plante pouvant vivre plus de deux ans.

## Étymologie et définition
Du latin vivax, vivacis, verbe vivere, vivre. Une plante vivace vit plus de deux ans.
L'expression « plantes vivaces » est plus souvent utilisée par les jardiniers, pour désigner une plante herbacée qui résiste aux rigueurs de la mauvaise saison, qu'il s'agisse du gel en hiver ou de la sécheresse des étés caniculaires. En horticulture, cette expression s'oppose à « plante annuelle » ou « plante bisannuelle » ; cependant, de nombreuses plantes « annuelles » peuvent être vivaces sous certains climats ou dans leur milieu d'origine. Toutes les plantes ligneuses (arbres, arbustes, arbrisseaux) sont vivaces.
Les termes « pérennes » et « pérennant » sont plus souvent employé par les botanistes, pour désigner une plante vivant assez longtemps[réf. nécessaire].

## Cycle de vie
Elles ont différentes stratégies pour traverser la mauvaise saison, qui peut être froide ou une période chaude et sèche. Certaines subsistent l'hiver sous forme d'organes spécialisés souterrains protégés du froid et chargés en réserve (racines, bulbes, rhizomes). Certaines plantes vivaces peuvent conserver leur feuillage en hiver, comme les conifères, chez d'autres celui-ci se dessèche, la plante gardant ses branches et la souche restée dans le sol. 
Certaines plantes vivaces ne le sont que dans les conditions climatiques adaptées à leur habitat d'origine. Ainsi des plantes vivaces d'origine tropicale ne peuvent être cultivées en climat tempéré ou froid que comme des plantes annuelles, ou comme des plantes de serre ou d'orangerie, c'est-à-dire mises à l'abri pendant la saison froide.
Le caractère vivace de ces plantes est le résultat de différentes « stratégies » biologiques, permettant aux bourgeons de survivre à la mauvaise saison. Ces stratégies ont été classées dans la classification de Raunkier en autant de types biologiques. L'organe de survie peut être un bulbe (cas des tulipes) ou un corme, un tubercule, des rhizomes (cas des géophytes), des bourgeons cachés dans le sol (cas des cryptophytes), etc.
Les plantes vivaces peuvent se planter tout au long de l'année, le seul bémol étant les périodes de gel. Il est préconisé de le faire plutôt début automne sur un terrain bien drainé[réf. souhaitée].